# Helge Jørgensen
Helge Jørgensen (Odense, 17 settembre 1937) è un ex calciatore danese, di ruolo attaccante.